# Bleulerhaus

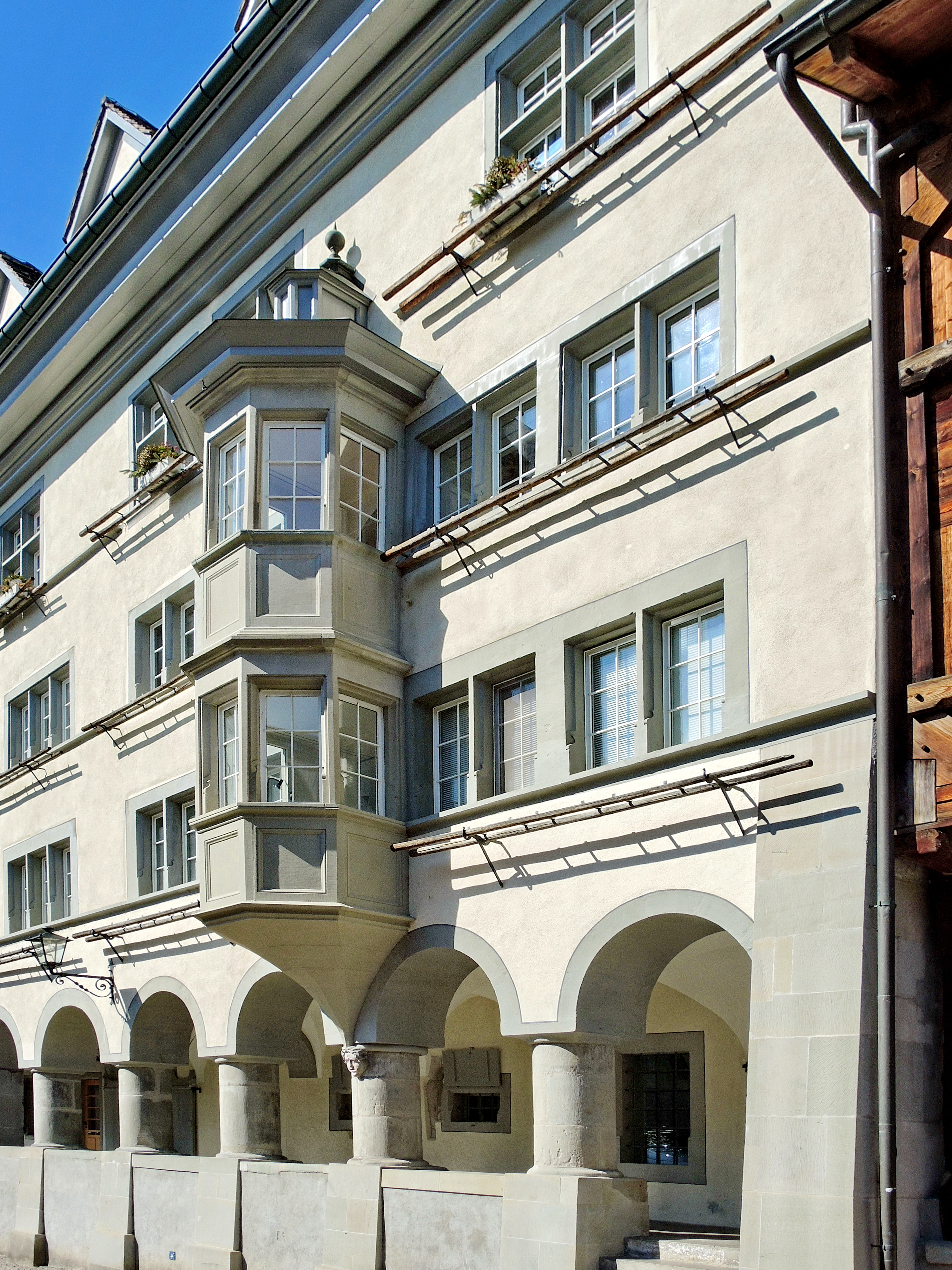
Das Bleulerhaus in Rapperswil

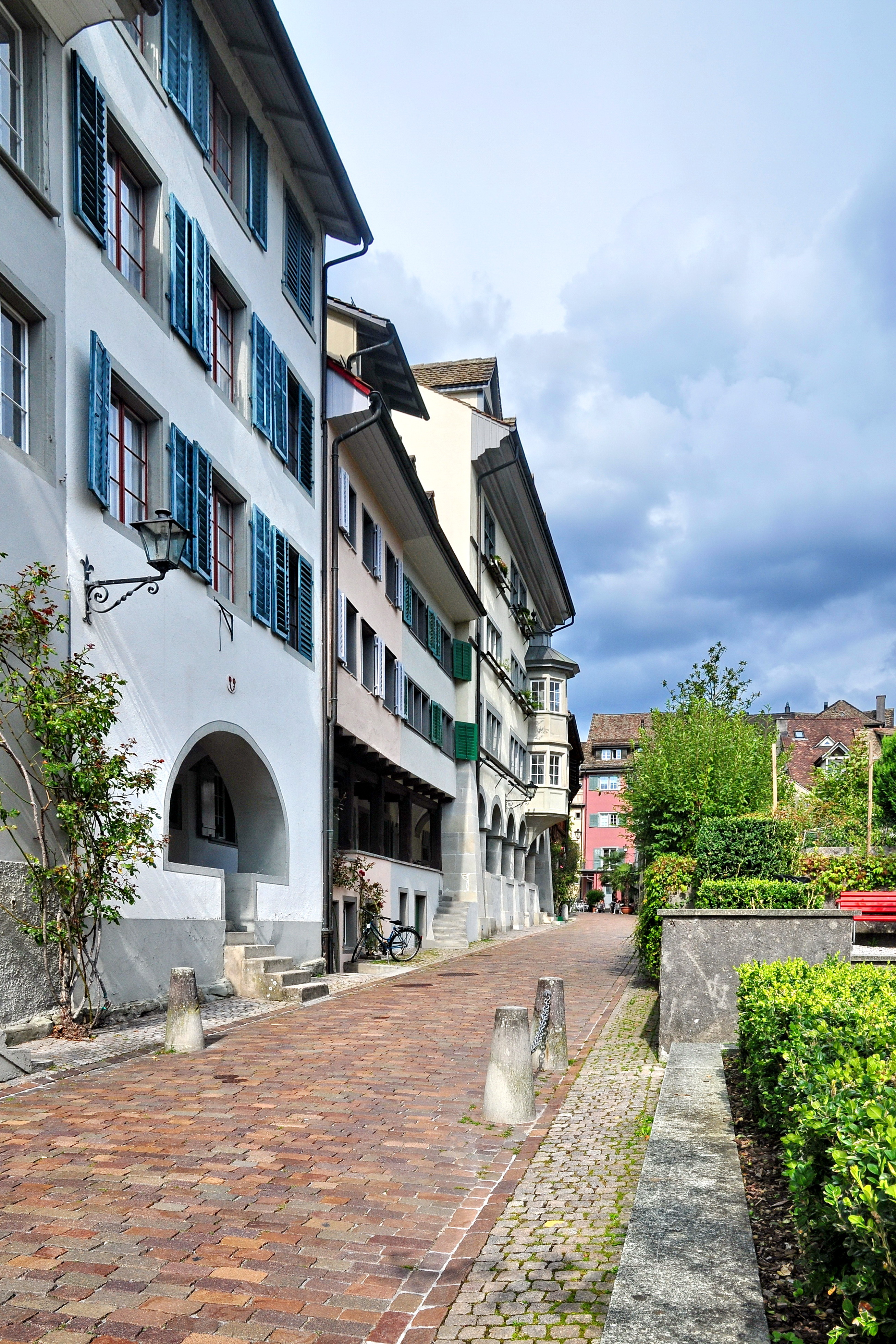
Die Hintergasse in Rapperswil

Das Bleulerhaus ist ein Bürgerhaus an der Hintergasse im Herzen der Altstadt des Ortsteils Rapperswil der Schweizer Gemeinde Rapperswil-Jona im Kanton St. Gallen.

## Geschichte
Das markante Bürgerhaus wurde im 13. Jahrhundert als Vorwerk der Burg Rapperswil erbaut, mit der sie auch heute noch durch einen unterirdischen Gang verbunden ist. Im Verlauf des 15./16. Jahrhunderts erfolgte eine Umgestaltung und Anpassung des äusseren Erscheinungsbild an die Wohnbauten der Hintergasse. 
Der neugotische Neubau wurde anstelle von drei Einzelbauten zwischen 1603 und 1606 vom Baumeister Ulli Stierli von Rapperswil erstellt, unter Einbezug der hochmittelalterlichen Baustrukturen. Um 1620 erwarb die schwäbische Adelsfamilie von Beyern die Liegenschaft; sie diente während des Dreissigjährigen Krieges als Sitz der Säckinger Stiftsdamen Ursula und Margaretha.  
Ende des 17. Jahrhunderts wurde das Gebäude Wohnsitz des Goldschmieds Fidel Dumeisen und seines Sohns und gelangte im Verlauf des späten 18. Jahrhunderts in den Besitz der Familien Fuchs und Rothenfluh, welchen Umgestaltungen des Innenausbaus vornahmen.
1968 erwarb die Ortsbürgergemeinde Rapperswil(-Jona) die Liegenschaft und liess das Gebäude einer Gesamtrenovierung unterziehen.

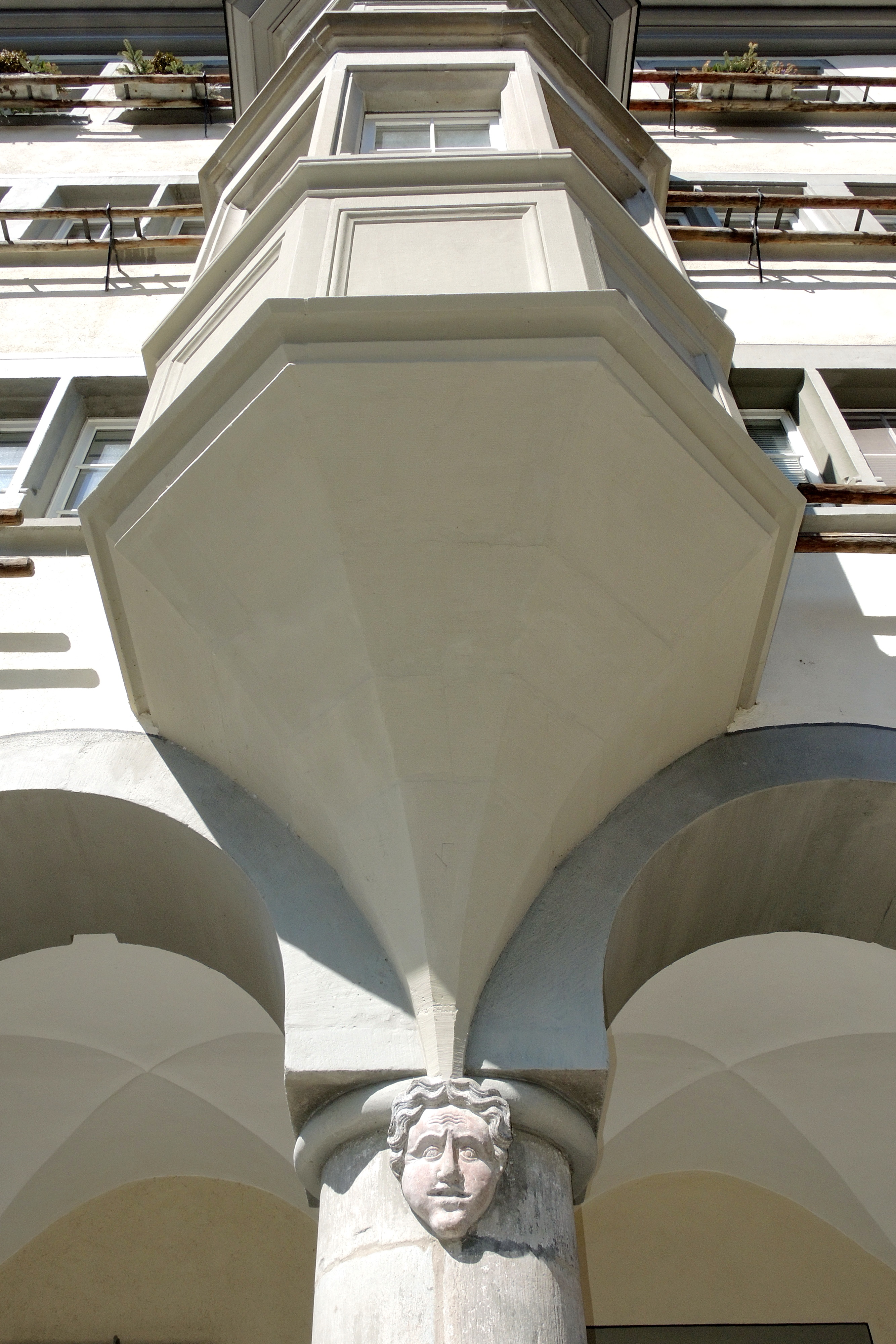
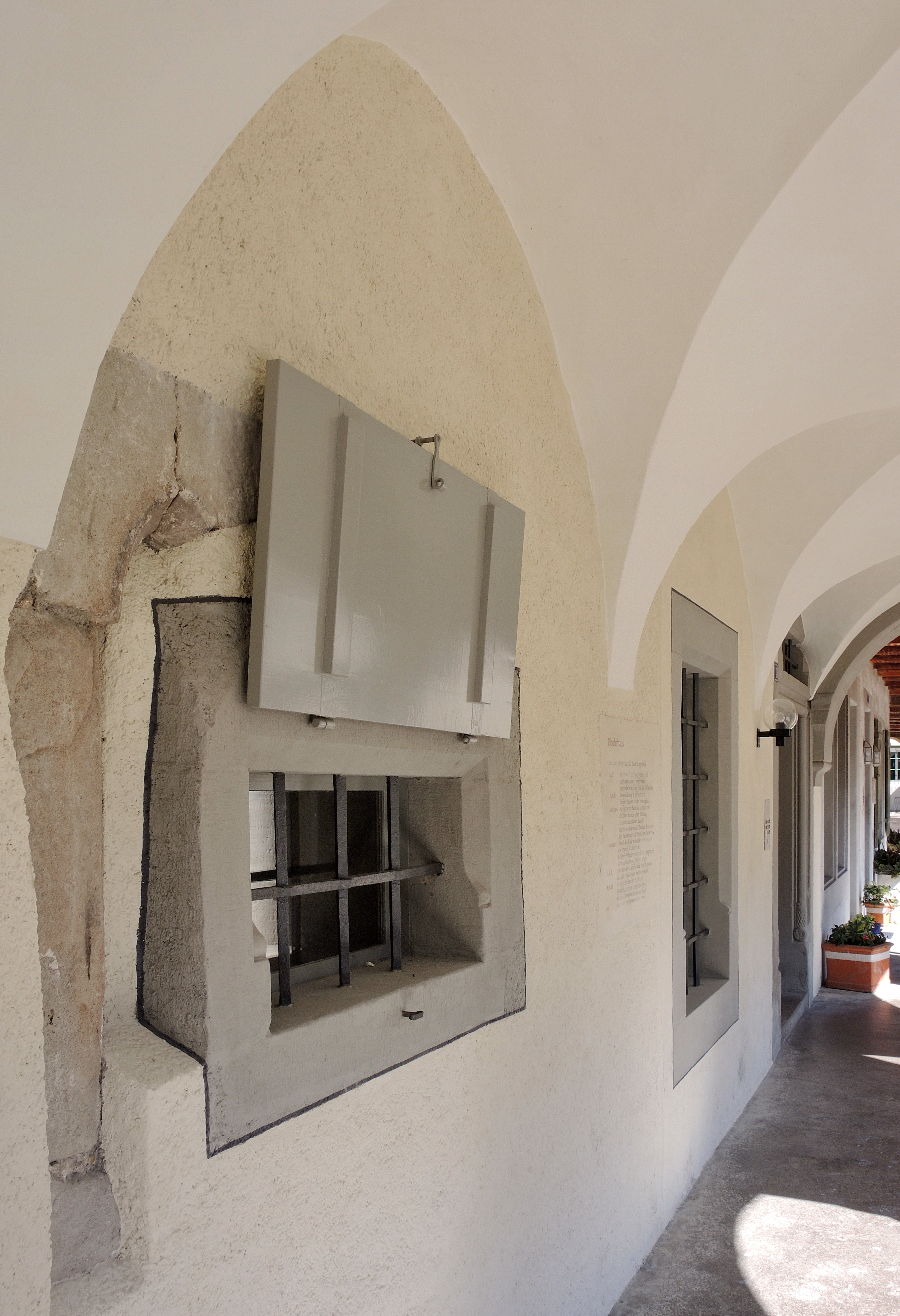
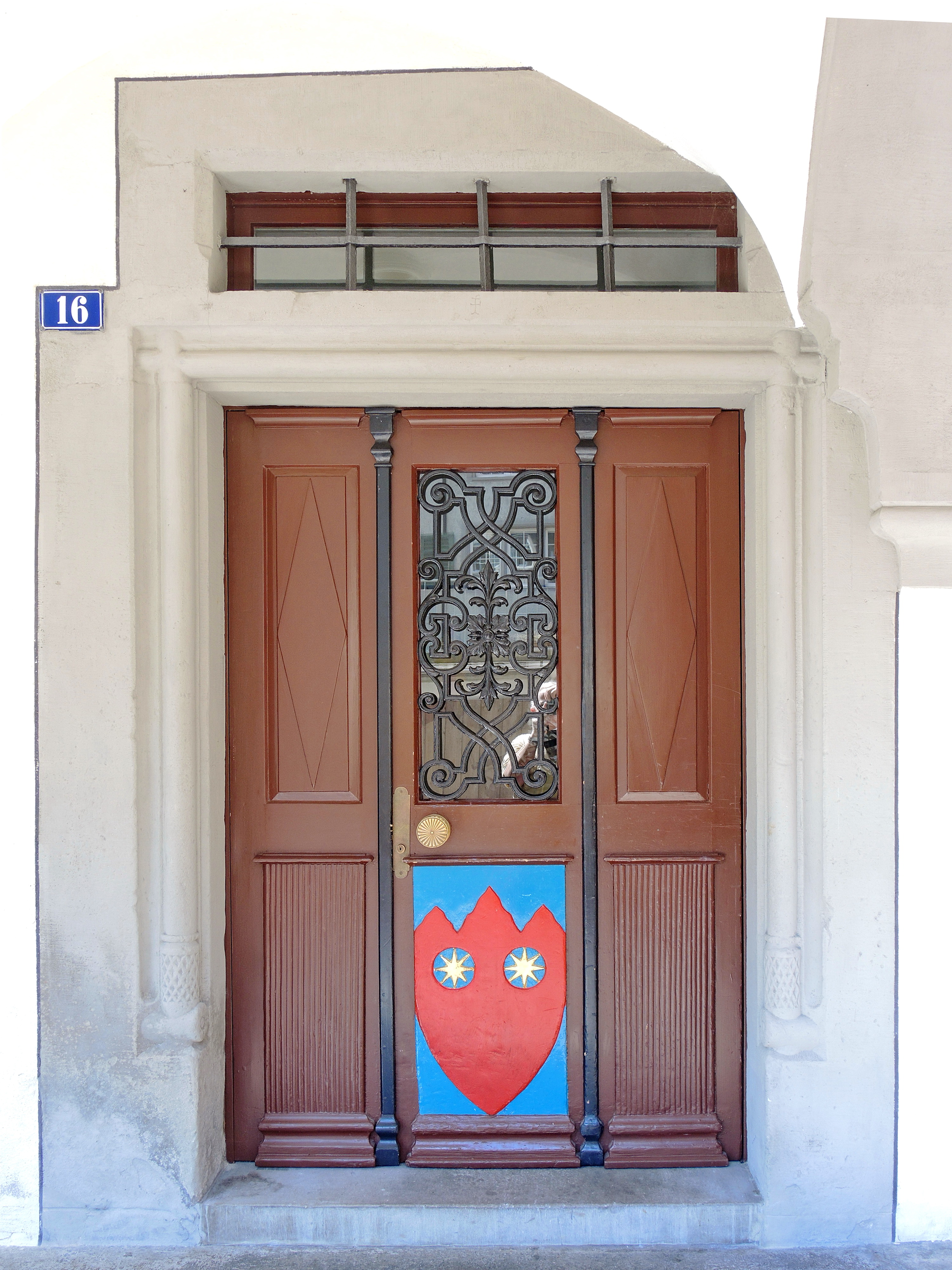
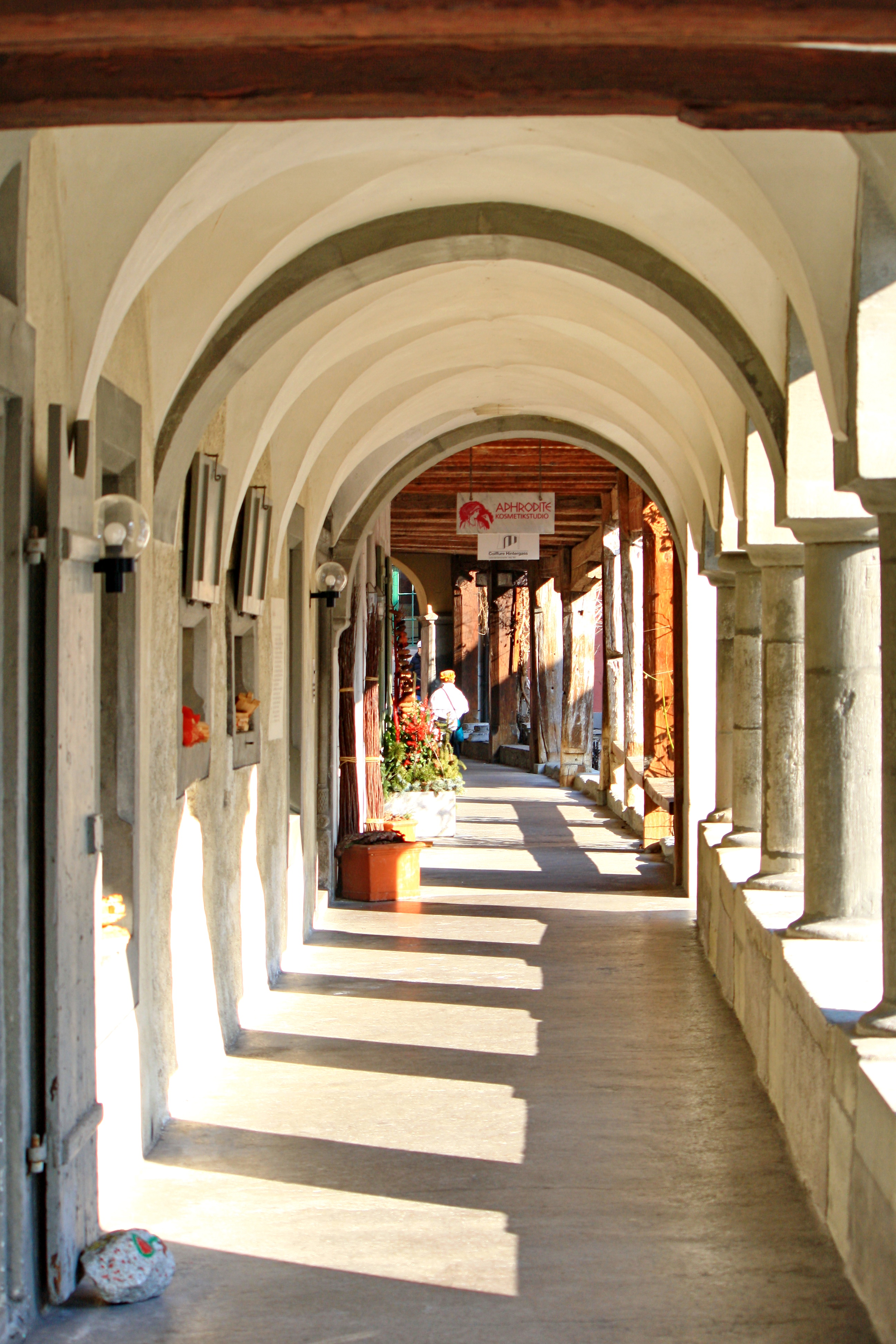